# 华宁文庙
华宁文庙，即宁州文庙，位于云南省玉溪市华宁县宁州街道宁秀街142号，始建于明洪武二十六年（1393年），后多次重修。现存大成门、尊经阁等。大成门五开间，通面阔20米，通进深7米，单檐歇山顶，穿斗式木结构建筑。1985年维修。:1382018年11月22日，“华宁文庙大成门、尊经阁”被公布为第三批玉溪市文物保护单位。